# Skeletons (Dihaj)
Skeletons è un singolo del 2017 della cantante azera Diana Hacıyeva. Il brano è stato pubblicato a nome Dihaj, che è il nome del gruppo di cui fa parte la cantante, ma è stato realizzato unicamente dalla solista.

## Il brano
La canzone, in lingua inglese, è stata composta da Isa Melikov, mentre il testo è stato scritto da Sandra Bjurman.
Il 5 dicembre 2016 è stato annunciato che l'artista è stata selezionata da İctimai Televiziya və Radio Yayımları Şirkəti, l'ente radiotelevisivo nazionale azero, per rappresentare la sua nazione all'Eurovision Song Contest 2017 in programma per il maggio 2017 a Kiev (Ucraina).

## Tracce
Download digitale
1. Skeletons – 2:59
2. Skeletons (Karaoke Version) – 2:59